# Christine Stückelberger
Christine Stückelberger (Bern, 22 mei 1947) is een voormalig Zwitsers amazone, die gespecialiseerd was in dressuur. Stückelberger maakte haar olympische debuut tijdens de Olympische Zomerspelen 1972 met een vijftiende plaats individueel en een zevende plaats in de landenwedstrijd. Vier jaar later werd Stückelberger olympische kampioene dressuur tijdens de Olympische Zomerspelen 1976, tijdens dat zelfde evenement won ze de zilveren medaille in de landenwedstrijd. Stückelberger werd in 1978 wereldkampioene dressuur. Aan de Olympische Zomerspelen 1980 nam Stückelberger niet mee vanwege de boycot, ze won wel vervangende evenement waarbij bijna de gehele wereldtop aanwezig was. Tijdens de Olympische Zomerspelen 1984 en 1988 won Stückelberger de zilveren medaille in de landenwedstrijd, tevens won Stückelberger in Seoel de olympische bronzen medaille individueel. Stückelberger nam ook deel aan de Olympische Zomerspelen 1996 en 2000 maar viel bij beiden toernooien buiten de prijzen.

## Resultaten
- Olympische Zomerspelen 1972 in München 15e individueel dressuur met Granat
- Olympische Zomerspelen 1972 in München 7e landenwedstrijd dressuur met Granat
- Wereldkampioenschappen 1974 in Kopenhagen  individueel dressuur met Granat
- Olympische Zomerspelen 1976 in Montreal  individueel dressuur met Granat
- Olympische Zomerspelen 1976 in Montreal  landenwedstrijd dressuur met Granat
- Wereldkampioenschappen 1978 in Goodwood House  individueel dressuur met Granat
- Wereldkampioenschappen 1982 in Lausanne  individueel dressuur met Granat
- Wereldkampioenschappen 1982 in Lausanne  individueel landenwedstrijd met Granat
- Olympische Zomerspelen 1984 in Los Angeles 9e individueel dressuur met Tansanit
- Olympische Zomerspelen 1984 in Los Angeles  landenwedstrijd dressuur met Tansanit
- Wereldkampioenschappen 1986 in Cedar Valley  individueel dressuur met Gauguin de Lully
- Wereldkampioenschappen 1986 in Cedar Valley  landenwedstrijd dressuur met Gauguin de Lully
- Olympische Zomerspelen 1988 in Seoel  individueel dressuur met Gauguin de Lully
- Olympische Zomerspelen 1988 in Seoel  landenwedstrijd dressuur met Gauguin de Lully
- Wereldruiterspelen 1990 in Stockholm  landenwedstrijd dressuur met Gauguin de Lully
- Olympische Zomerspelen 1996 in Atlanta 17e individueel dressuur met Aquamarin
- Olympische Zomerspelen 1996 in Atlanta 6e landenwedstrijd dressuur met Aquamarin
- Olympische Zomerspelen 2000 in Sydney 22e individueel dressuur met Aquamarin
- Olympische Zomerspelen 2000 in Sydney 7e landenwedstrijd dressuur met Aquamarin

1912: Carl Bonde ·
1920: Janne Lundblad ·
1924: Ernst Linder ·
1928: Carl Friedrich von Langen ·
1932: Xavier Lesage ·
1936: Heinz Pollay ·
1948: Hans Moser ·
1952: Henri Saint Cyr ·
1956: Henri Saint Cyr ·
1960: Sergej Filatov ·
1964: Henri Chammartin ·
1968: Ivan Kizimov ·
1972: Liselott Linsenhoff ·
1976: Christine Stückelberger ·
1980: Elisabeth Theurer ·
1984: Reiner Klimke ·
1988: Nicole Uphoff ·
1992: Nicole Uphoff ·
1996: Isabell Werth ·
2000: Anky van Grunsven ·
2004: Anky van Grunsven ·
2008: Anky van Grunsven ·
2012: Charlotte Dujardin ·
2016: Charlotte Dujardin ·
2020: Jessica von Bredow-Werndl ·
2024: Jessica von Bredow-Werndl
- Base de données des élites suisses: 61822
- Gemeinsame Normdatei: 118619640
- International Standard Name Identifier: 0000 0000 1334 9202
- Virtual International Authority File: 13100292
- WorldCat: E39PBJxmFbpHH7C8mQtPQy8XBP